# Impending Doom
Impending Doom es una banda de Deathcore proveniente de Riverside, California. Han grabado 4 álbumes y un EP llamado The Sin And Doom Of Godless Men en el que tocan Brutal Death Metal/Deathcore.

## Miembros

### Miembros actuales
- Brook Reeves - voz (2005-presente)
- Manny Contreras - guitarra solista(2005-2010)(2012-presente)
- David Sittig - bajo (2005-presente)
- Eric Correa - guitarra rítmica (2013-presente)
- Brandon Trahan - batería (2010-presente, ex-Mirror Of Dead Faces y xDeathstarx)

### Miembros pasados
- Jon Alfaro – bajo (2005–2006)
- Chris Forno – guitarra rítmica(2005–2007)
- Isaac Bueno – batería (2005–2007, 2009)
- Greg Pewthers – guitarra rítmica(2006–2008)
- Andy Hegg – batería (2007–2008)
- Chad Blackwell – batería (2008–2009)
- Cory Johnson – guitarra rítmica y solista(2008–2012)

Cronología

## Discografía
| 2005 | The Sin And Doom Of Godless Men | Independiente    |
| 2007 | Nailed. Dead. Risen.            | Facedown Records |
| 2009 | The Serpent Servant             | Facedown Records |
| 2010 | There Will Be Violence          | Facedown Records |
| 2012 | Baptized in Filth               | eOne Music       |
| 2013 | Death Will Reign                | eOne Music       |

## Videos
- Silence The Oppressors Video
- My Nemesis Video
- More Than Conquerors Video
- There Will Be Violence Video
- Murderer Video
- Deceiver Video